# Швейцарський інноваційний парк
Швейцарський інноваційний парк (нім. Schweizerischer Innovationspark, фр. Parc suisse d'innovation) — швейцарська національна мережа наукових парків, організована Швейцарським інноваційним фондом.

## Структура
Він був відкритий Йоганном Шнайдером-Амманном 18 січня 2015 року та організований в п'яти місцях:
- Швейцарський інноваційний парк в Базелі (в Альшвілі);
- Швейцарський інноваційний парк (біля Інституту Поля Шеррера у Філлігені);
- Швейцарський інноваційний парк в Цюриху (на ділянках авіабази Дюбендорф);
- Швейцарський інноваційний парк Біль/Бієн;
- Швейцарська мережа інноваційних парків West EPFL («Романдія хаб»):
  - Інноваційний парк Федеральної політехнічної школа Лозанни;
  - Biopôle in Épalinges;
  - «Мікромісто» у Невшателі;
  - «Енергетичний поліс» у Сьйоні;
  - «Блакитне підприємство» у Фрібурі;
  - Campus Biotech в Женеві.

Різні компанії та організації базуються у місцях розміщення швейцарського парку інновацій, починаючи від стартапів і закінчуючи транснаціональними організаціями.

### Швейцарська мережа інноваційних парків West EPFL
Понад 200 компаній перераховані як резиденти в кампусах EPFL в Лозанні та Женеві (Campus Biotech). До них належать:
- Akselos — компанія, що виробляє програмне забезпечення для моделювання.
- Camptocamp SA — стартап з розробки програмного забезпечення з відкритим вихідним кодом.
- Cisco Systems — глобальний постачальник продуктів і послуг в галузі зв'язку та інформаційних технологій.
- DistalMotion SA — стартап з розробки пристроїв для мініінвазивної хірургії.
- Gamaya — гіперспектральні камери для точного землеробства.
- High Lantern Group — консалтингова фірма, що займається стратегічним позиціонуванням.
- Intel — багатонаціональний виробник напівпровідникових чіпів.
- Iprova Sàrl — швейцарський стартап, що спеціалізується на комп'ютерно-прискорених винаходи.
- Logitech — швейцарський виробник комп'ютерної периферії і програмного забезпечення.
- Інститут медичних наук Nestle — частина відділу досліджень і розробок Нестле, що спеціалізується на біомедичних дослідженнях.
- Scantrust — програмне забезпечення для автентифікації та відстеження товару.
- Signals Analytics — компанія з аналізу даних із власним програмним забезпеченням Signals Playbook.
- Sophia Genetics SA — швейцарський стартап з медичної біоінформатики.
- Texas Instruments ITC — виробник напівпровідників та інтегральних схем.

### Швейцарський інноваційний парк в Цюриху
Розташування Швейцарського інноваційного парку в Цюріху повільно прогресувало, отримуючи необхідне політичне зелене світло. Тим не менше різні змагальні команди ETH вже знайшли свою нову штаб-квартиру в новому місці Дюбендорфа. До них належать:
- AMZ — Університетська асоціація академічного автоспорту.
- ARIS — Ініціатива Університету по академічним космічних польотів.
- Swissloop — команда Університету Hyperloop.
- E-Sling — група, що спеціалізується на електрифікації 4-х місцевих автомобілів.[5]